# Leamon King
Leamon King (né le 13 février 1936 — mort le 23 mai 2001) était un athlète américain, spécialiste du sprint et du relais. Il a détenu le record du monde du 100 m, conjointement, entre 1956 et 1960.

## Biographie
Son record du monde, de 10 s 1, a été obtenu le 20 octobre 1956 à Ontario (Californie) et répété, une semaine plus tard, à Santa Ana. Il a également détenu le record du 100 yards, en 9 s 3.
Avec Ira Murchison, Thane Baker et Bobby Joe Morrow, il a remporté la médaille d'or lors des Jeux olympiques de 1956 à Melbourne lors du relais 4 × 100 m, en courant la deuxième fraction.